# لويس ميشيل (فيزيائي)
لويس ميشيل (بالفرنسية: Louis Michel)‏ هو فيزيائي فرنسي، ولد في 4 مايو 1923 في روآن في فرنسا، وتوفي في 30 ديسمبر 1999 في Bures-sur-Yvette ‏ في فرنسا.